# Saint-Jean-de-la-Motte
Saint-Jean-de-la-Motte település Franciaországban, Sarthe megyében. Lakosainak száma 955 fő (2022. január 1.). Saint-Jean-de-la-Motte La Fontaine-Saint-Martin, Clermont-Créans, Mareil-sur-Loir, Luché-Pringé, Mansigné, Oizé és Ligron községekkel határos.

## Népesség
A település népessége az elmúlt években az alábbi módon változott:
| Lakosok száma | 884  | 935  | 981  | 968  | 976  | 982  | 975  | 965  | 955  |
|               | 2013 | 2015 | 2016 | 2017 | 2018 | 2019 | 2020 | 2021 | 2022 |